# Championnats d'Europe de karaté juniors et cadets 2005
Les championnats d'Europe de karaté juniors et cadets 2005 ont eu lieu du 11 au 13 février 2005 à Thessalonique, en Grèce. Il s'agissait de la 32e édition des championnats d'Europe de karaté juniors et cadets organisés par la Fédération européenne de karaté chaque année.

## Résultats

### Cadets

#### Kata
| Rang | Pays      | Karatéka              |
| ---- | --------- | --------------------- |
| 1    | Italie    | Louis-Charles Hamelin |
| 2    | Espagne   | Y. Torres Lopez       |
| 3    | Allemagne | C. Heinrich           |
| 3    | Suisse    | C. Hulliger           |

#### Kumite

##### Kumitemasculin
| Rang | Pays        | Karatéka       |
| ---- | ----------- | -------------- |
| 1    | Azerbaïdjan | R. Madadov     |
| 2    | Russie      | K. Belozertsev |
| 3    | France      | G. Alloune     |
| 3    | Angleterre  | T. Canham      |

| Rang | Pays     | Karatéka        |
| ---- | -------- | --------------- |
| 1    | Pays-Bas | M. Sheppard     |
| 2    | Turquie  | Ömer Kemaloğlu  |
| 3    | Croatie  | Marko Lučić     |
| 3    | Italie   | M. Scognamiglio |

| Rang | Pays       | Karatéka   |
| ---- | ---------- | ---------- |
| 1    | Croatie    | R. Pernus  |
| 2    | Angleterre | E. Mongan  |
| 3    | Turquie    | S. Develi  |
| 3    | Grèce      | A. Tiganis |

| Rang | Pays       | Karatéka       |
| ---- | ---------- | -------------- |
| 1    | Russie     | K. Lobzhanidze |
| 2    | Italie     | Luigi Busà     |
| 3    | Angleterre | C. Blenman     |
| 3    | Turquie    | E. Erkan       |

| Rang | Pays                 | Karatéka             |
| ---- | -------------------- | -------------------- |
| 1    | Pays-Bas             | N. Le Febre          |
| 2    | Espagne              | A. Martinez Alguacil |
| 3    | France               | A. Hornez            |
| 3    | Serbie-et-Monténégro | N. Vojinovic         |

##### Kumiteféminin
| Rang | Pays       | Karatéka      |
| ---- | ---------- | ------------- |
| 1    | Turquie    | S. Ozcelik    |
| 2    | Allemagne  | N. Scherbel   |
| 3    | Grèce      | S. Livitsanou |
| 3    | Angleterre | J. Shilston   |

| Rang | Pays     | Karatéka          |
| ---- | -------- | ----------------- |
| 1    | Pays-Bas | L. Weerdenburg    |
| 2    | Hongrie  | F. Lassingleitner |
| 3    | Turquie  | E. Koroglu        |
| 3    | Belgique | M. Muller         |

| Rang | Pays               | Karatéka      |
| ---- | ------------------ | ------------- |
| 1    | Italie             | S. Belloni    |
| 2    | Suisse             | Fanny Clavien |
| 3    | Bosnie-Herzégovine | D. Cibo       |
| 3    | Norvège            | I. Drosdal    |

### Juniors

#### Épreuves individuelles

##### Kata
| Rang | Pays        | Karatéka    |
| ---- | ----------- | ----------- |
| 1    | Espagne     | D. Quintero |
| 2    | Suisse      | Y. Rossier  |
| 3    | Italie      | G. Pardo    |
| 3    | Biélorussie | S. Semchyk  |

| Rang | Pays      | Karatéka       |
| ---- | --------- | -------------- |
| 1    | France    | S. Scordo      |
| 2    | Slovaquie | K. Longova     |
| 3    | Italie    | Sara Battaglia |
| 3    | Espagne   | M. Ruiz        |

##### Kumite

###### Kumitemasculin
| Rang | Pays    | Karatéka        |
| ---- | ------- | --------------- |
| 1    | Turquie | Yucel Gundogdu  |
| 2    | France  | William Rollé   |
| 3    | Croatie | Danil Domdjoni  |
| 3    | Espagne | O. Santana Vega |

| Rang | Pays        | Karatéka       |
| ---- | ----------- | -------------- |
| 1    | Azerbaïdjan | Rafael Ağayev  |
| 2    | France      | Mathieu Cossou |
| 3    | Turquie     | I. Demir       |
| 3    | Russie      | G. Yakhyaev    |

| Rang | Pays        | Karatéka                |
| ---- | ----------- | ----------------------- |
| 1    | Belgique    | Diego Davy Vandeschrick |
| 2    | Pays-Bas    | Timothy Petersen        |
| 3    | Azerbaïdjan | D. Agasiyev             |
| 3    | Lettonie    | A. Kavtaradze           |

| Rang | Pays     | Karatéka          |
| ---- | -------- | ----------------- |
| 1    | Pays-Bas | D. Dutomadio      |
| 2    | Espagne  | A. Sanchez Estepa |
| 3    | Russie   | A. Ourntaev       |
| 3    | Turquie  | F. Ozel           |

| Rang | Pays               | Karatéka           |
| ---- | ------------------ | ------------------ |
| 1    | Italie             | A. Iarnone         |
| 2    | Bosnie-Herzégovine | G. Djekic          |
| 3    | Espagne            | C. Alonso Aguilera |
| 3    | Slovaquie          | A. Harnicar        |

| Rang | Pays                 | Karatéka      |
| ---- | -------------------- | ------------- |
| 1    | France               | D. Mallebrera |
| 2    | Russie               | N. Taupev     |
| 3    | Serbie-et-Monténégro | A. Cecunjanin |
| 3    | Turquie              | Y. Sahintekin |

###### Kumiteféminin
| Rang | Pays                 | Karatéka         |
| ---- | -------------------- | ---------------- |
| 1    | Serbie-et-Monténégro | M. Jovanovic     |
| 2    | Russie               | Elana Ponomareva |
| 3    | Italie               | A. Di Rella      |
| 3    | Slovaquie            | A. Halmova       |

| Rang | Pays     | Karatéka         |
| ---- | -------- | ---------------- |
| 1    | Italie   | Selene Guglielmi |
| 2    | Croatie  | Petra Naranđa    |
| 3    | Danemark | M. Klint         |
| 3    | Russie   | Maria Sobol      |

| Rang | Pays               | Karatéka    |
| ---- | ------------------ | ----------- |
| 1    | Russie             | E. Zhidkova |
| 2    | République tchèque | R. Krejcova |
| 3    | Italie             | R. Barderna |
| 3    | France             | E. Lhommeau |

#### Épreuves par équipes

##### Kata
| Rang | Pays               |
| ---- | ------------------ |
| 1    | France             |
| 2    | Italie             |
| 3    | Espagne            |
| 3    | République tchèque |

| Rang | Pays    |
| ---- | ------- |
| 1    | Espagne |
| 2    | France  |
| 3    | Croatie |
| 3    | Italie  |

##### Kumite
| Rang | Pays        |
| ---- | ----------- |
| 1    | Turquie     |
| 2    | Croatie     |
| 3    | Azerbaïdjan |
| 3    | Italie      |

| Rang | Pays      |
| ---- | --------- |
| 1    | Croatie   |
| 2    | Espagne   |
| 3    | Allemagne |
| 3    | Italie    |